# Ma'on
Ma'on (hebrejsky מָעוֹן, podle biblického města Maón, které zmiňuje Kniha Jozue 15,55, v oficiálním přepisu do angličtiny Ma'on) je izraelská osada a vesnice typu mošav na Západním břehu Jordánu v distriktu Judea a Samaří a v Oblastní radě Har Chevron.

## Geografie
Nachází se v nadmořské výšce 770 metrů v jihovýchodní části Judska a Judských hor respektive na pomezí jižní části Judských hor, která je nazývána Hebronské hory (Har Chevron), Judské pouště a Negevské pouště. Leží cca 13 kilometrů jihojihovýchodně od centra Hebronu, cca 40 kilometrů jižně od historického jádra Jeruzalému a cca 82 kilometrů jihovýchodně od centra Tel Avivu. Na dopravní síť Západního břehu Jordánu je napojen pomocí lokální silnice číslo 317, která propojuje jednotlivé izraelské osady v nejjižnější části Západního břehu.
Ma'on je situován cca 5 kilometrů za Zelenou linií oddělující Západní břeh Jordánu od Izraele v jeho mezinárodně uznávaných hranicích. Východním a jižním směrem se rozkládá prakticky neosídlená pouštní krajina (kromě rozptýlených osad polokočovných Beduínů) s několika menšími izraelskými sídly (Bejt Jatir nebo Karmel), na severu a západě palestinské vesnice jako al-Karmil nebo Ma'in (ta uchovává ve svém názvu jméno původního biblického Maónu).

## Dějiny

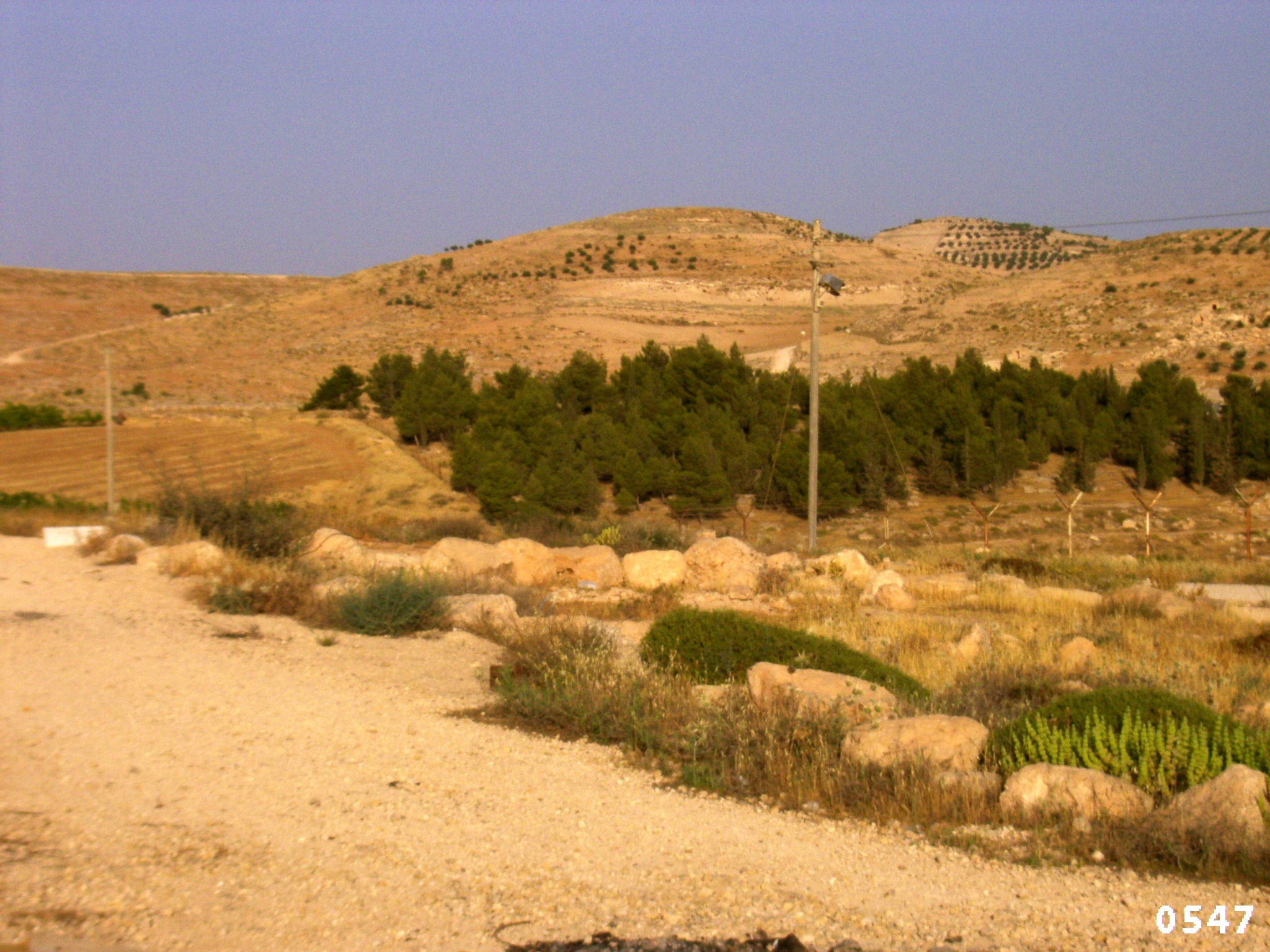
Lokalita starověkého Tel Ma'on

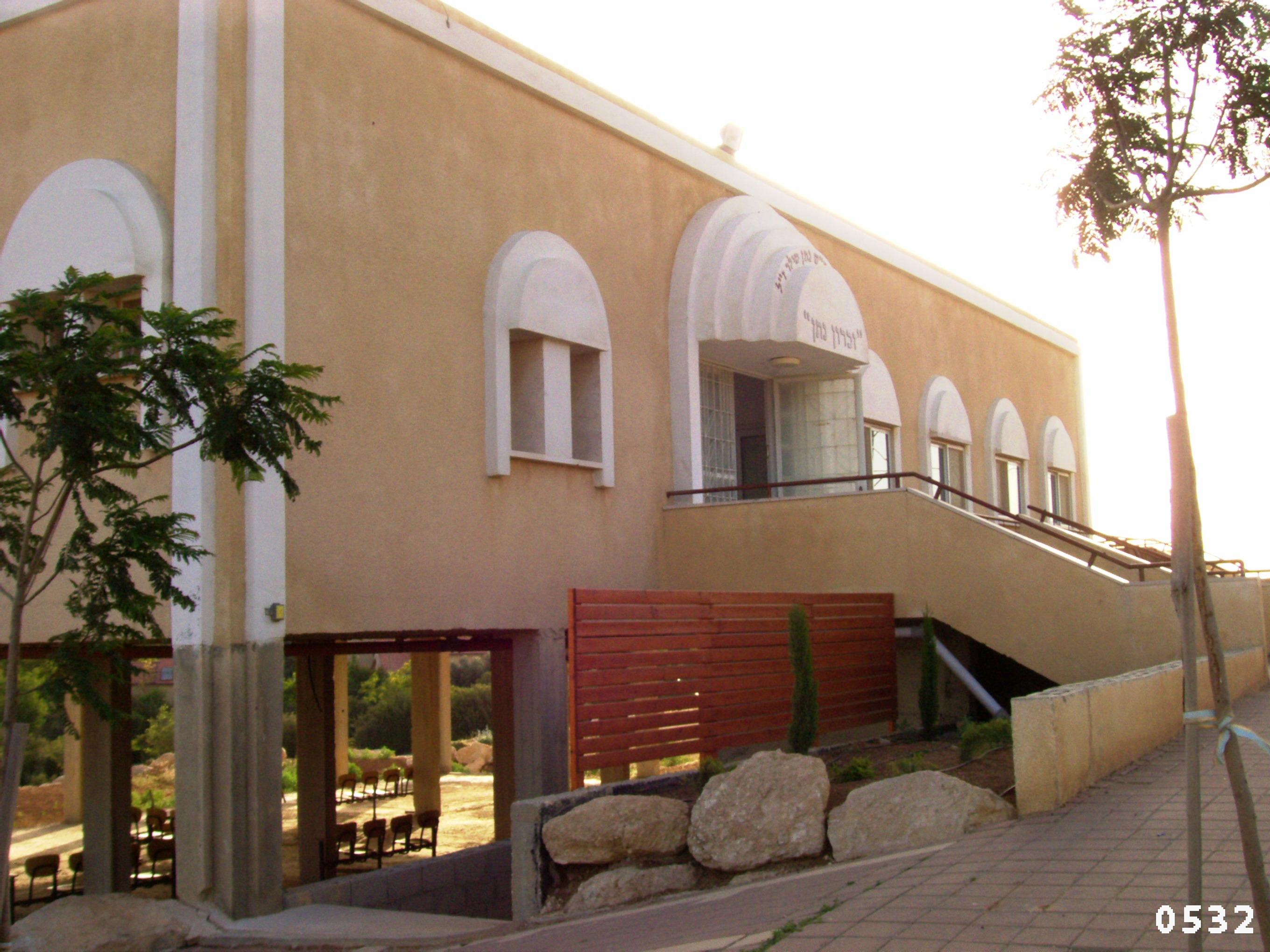
Synagoga v osadě Ma'on

Ma'on leží na Západním břehu Jordánu, jehož osidlování bylo zahájeno Izraelem po jeho dobytí izraelskou armádou, tedy po roce 1967. Vesnice byla založena roku 1981. Už 14. září 1980 izraelská vláda souhlasila se záměrem zřízení osady Ma'on. V květnu 1981 zde vznikla osada typu nachal tedy kombinace vojenského a civilního osídlení. 5. července 1981 izraelská vláda souhlasila s jejím budoucím převodem na ryze civilní obec. K tomu došlo v roce 1984.
Osadnické jádro budoucích obyvatel Ma'on se zformovalo 1. září 1983 po názvem Cvial (צביאל). Uvažovali o založení osady v Jordánském údolí, nebo v bloku židovských osad Guš Katif v pásmu Gazy. Nakonec se rozhodli pro tuto oblast, dosud takřka bez židovské civilní přítomnosti. V té době ale už v této lokalitě provizorně sídlili také aktivisté ze skupiny, která krátce nato založila nedaleko osadu Susja. Prvními osadníky byla skupina mladých lidí z náboženské sionistické organizace Bnej Akiva.
V roce 1986 začala výstavba prvních zděných domů. Územní plán umožňuje výhledovou výstavbu 100 bytových jednotek, z nichž cca 70 už bylo zatím postaveno. Ma'on funguje jako zemědělský mošav a provozuje kuřecí farmu, produkci mléčných výrobků a sadovnictví. Ve vesnici je k dispozici mateřská škola, základní školství je v nedaleké osadě Susja. Funguje zde synagoga, mikve, veřejná knihovna a trh se zeleninou. Obchod se smíšeným zbožím je v Susja. Po silnici číslo 317 poblíž obce projíždí autobusová linka číslo 38 z Netanje. V roce 1994 byl také v Ma'on otevřen dívčí náboženský seminář (midraša) nazvaný Machon Rešit (מכון ראשית). V roce 1999 tu byla slavnostně otevřena nová synagoga.
V říjnu 2001 byla východně od vlastního Ma'on založena izolovaná skupina domů nazvaná Abigail nebo též Giv'at Abigail, která se rychle vyvinula v samostatnou obec, kterou sice izraelská vláda stále považuje za součást Ma'on, ale ve skutečnosti má samostatné zastoupení v Oblastní radě Har Chevron. Počátkem 21. století nebyl Ma'on kvůli své poloze hlouběji ve vnitrozemí Západního břehu Jordánu stejně jako většina sídel v Oblastní radě Har Chevron zahrnut do Izraelské bezpečnostní bariéry. Dle stavu z roku 2008 již byl přilehlý úsek bariéry částečně zbudován. Probíhá jižně od Ma'on, víceméně podél Zelené linie.
Budoucí existence vesnice závisí na parametrech případné mírové dohody mezi Izraelem a Palestinci. 16. října 2005 zemřel jeden místní obyvatel při teroristickém útoku v oblasti Guš Ecion.

## Demografie

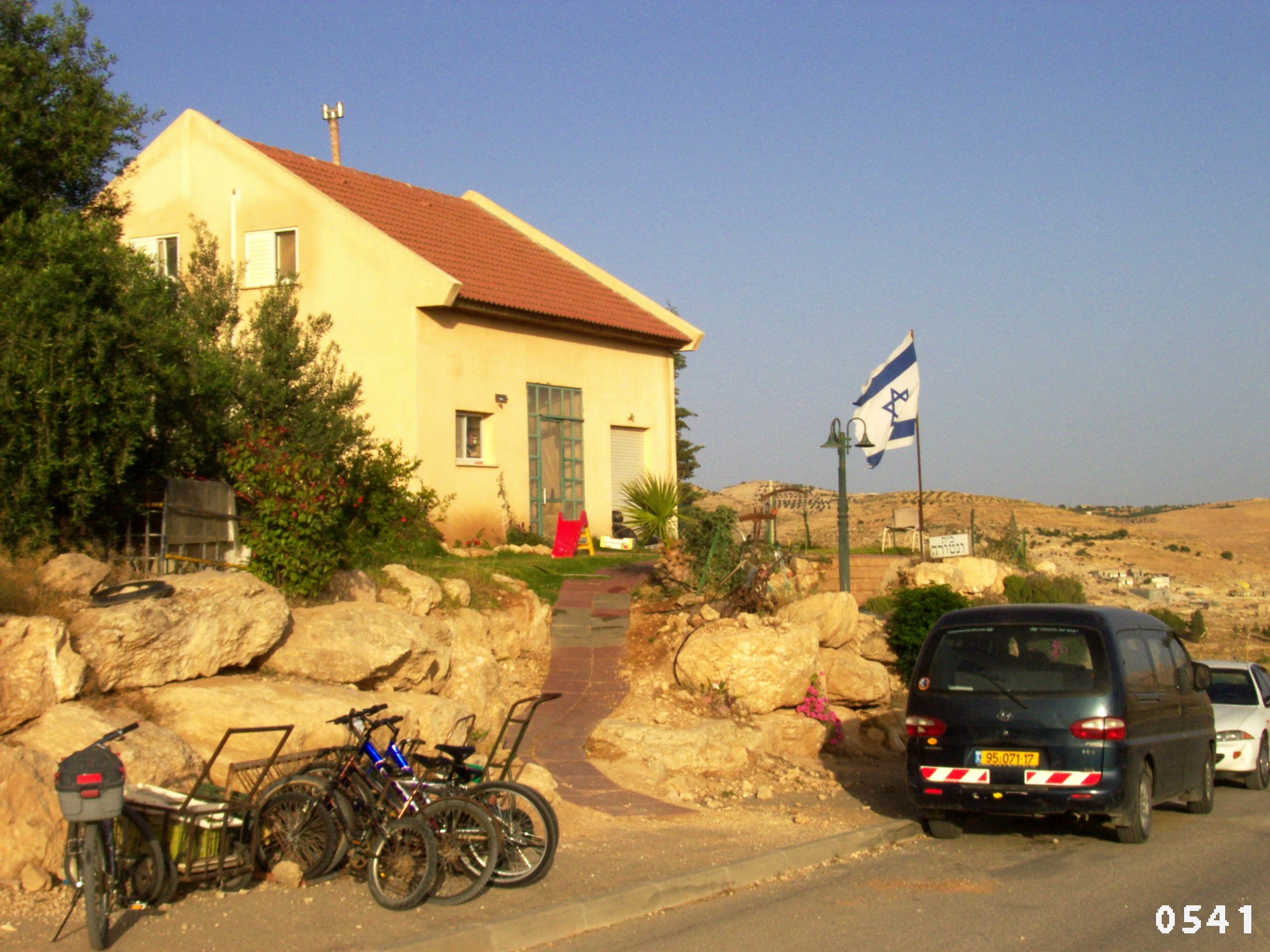
Obytný dům v osadě Ma'on

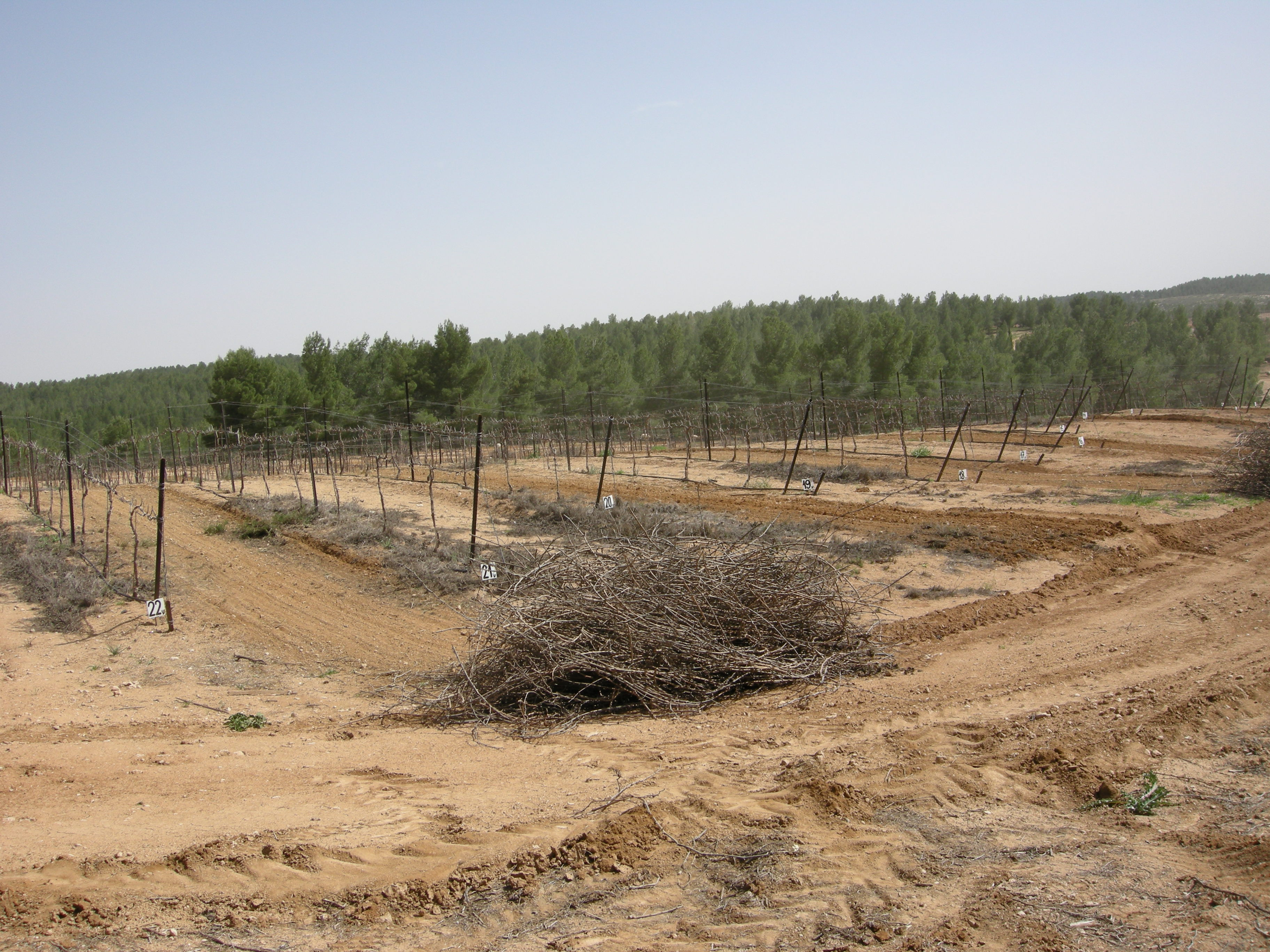
Les Jatir, který vysázeli obyvatelé Ma'on jižně od osady

Obyvatelstvo obce Ma'on je v databázi rady Ješa popisováno jako nábožensky založené. Podle údajů z roku 2014 tvořili naprostou většinu obyvatel Židé (včetně statistické kategorie "ostatní", která zahrnuje nearabské obyvatele židovského původu ale bez formální příslušnosti k židovskému náboženství).
Jde o menší obec vesnického typu s dlouhodobě rostoucí populací. K 31. prosinci 2014 zde žilo 488 lidí. Během roku 2014 populace stoupla o 5,9 %.
| Rok            | 1983 | 1993 | 1994 | 1995 | 1996 | 1997 | 1998 | 1999 | 2000 |
| -------------- | ---- | ---- | ---- | ---- | ---- | ---- | ---- | ---- | ---- |
| Počet obyvatel | 21   | 160  | 158  | 166  | 192  | 218  | 246  | 265  | 283  |

| Rok            | 2001 | 2002 | 2003 | 2004 | 2005 | 2006 | 2007 | 2008 | 2009 | 2010 | 2011 | 2012 | 2013 | 2014 |
| -------------- | ---- | ---- | ---- | ---- | ---- | ---- | ---- | ---- | ---- | ---- | ---- | ---- | ---- | ---- |
| Počet obyvatel | 300  | 320  | 327  | 308  | 347  | 370  | 381  | 417  | 368  | 357  | 420  | 454  | 461  | 488  |